# Associazione Sportiva Roma 2023-2024 (femminile)
Questa voce raccoglie le informazioni riguardanti la squadra femminile dell'Associazione Sportiva Roma nelle competizioni ufficiali della stagione 2023-2024.

## Stagione
Quella del 2023-24 è stata la sesta stagione in Serie A femminile della Roma, seconda stagione a carattere professionistico nella storia della Serie A. Alla guida tecnica è stato confermato Alessandro Spugna. Questa stagione ha visto la seconda partecipazione consecutiva della Roma all'UEFA Women's Champions League, partendo dal secondo turno preliminare del percorso campioni, grazie alla vittoria della Serie A 2022-23.
In campionato la squadra ha preso la testa della classifica sin dalla prima giornata, vincendo le prime dodici partite consecutivamente, interrotta dalla sconfitta in casa dell'Inter alla tredicesima giornata. Vincendo le restanti partite, ha concluso la stagione regolare al primo posto con otto punti di vantaggio sulla Juventus. Nel corso della poule scudetto ha incrementato il vantaggio sulla Juventus, concludendo con undici punti di vantaggio e vincendo il secondo scudetto consecutivo il 26 aprile 2024, ossia alla prima giornata del girone di ritorno, mentre osservava il turno di riposo. La canadese Evelyne Viens, alla prima stagione in maglia giallorossa, ha vinto la classifica delle migliori marcatrici della Serie A con 13 reti realizzate.
La Roma ha realizzato il primo double nella sua storia, conquistando sia lo scudetto sia la Coppa Italia. Dopo aver eliminato il Cesena agli ottavi di finale, ai quarti di finale ha superato il Napoli dopo aver rimontato la sconfitta, a sorpresa, per 2-0 nella gara d'andata. In semifinale la Roma ha battuto il Milan sia all'andata che al ritorno, qualificandosi per la finale, dove ha sconfitto la Fiorentina dopo i tiri di rigore e dopo aver realizzato al novantesimo minuto la rete del pareggio.
Il 7 gennaio 2024 aveva perso la Supercoppa italiana, venendo superata dalla Juventus per 2-1 nella finale disputata a Cremona.
In UEFA Women's Champions League la Roma si è qualificata alla fase a gironi dopo aver sconfitto le ucraine del Vorskla nel secondo turno delle qualificazioni nel percorso campioni. Inserita nell'urna 3, è stata sorteggiata nel gruppo C con le tedesche del Bayern Monaco, le francesi del Paris Saint-Germain e le olandesi dell'Ajax. Nonostante un buon inizio col pareggio in casa del Bayern e una vittoria sull'Ajax, la squadra ha perso entrambe le partite col PSG; il successivo pareggio col Bayern e la sconfitta in casa dell'Ajax sancirono l'ultimo posto in classifica e l'eliminazione dal torneo.

## Divise e sponsor
Lo sponsor tecnico è Adidas.
| Casa | Trasferta | Terza | 1ª portiere |

## Organigramma societario
Di seguito l'organigramma societario.
Area direttiva
- Presidente: Dan Friedkin
- Vicepresidente esecutivo: Ryan Friedkin
- Amministratore Delegato: Lina Souloukou
- Consiglieri: Marc Watts, Eric Williamson
- General Manager: Tiago Pinto
- Chief Executive Officer: Lina Souloukou
- Direttore Sportivo: Mauro Leo
- Comitato nomine e remunerazioni e Comitato per il controllo interno e la gestione dei rischi: Benedetta Navarra, Mirella Pellegrini, Ines Gandini

Area tecnica
- Allenatore: Alessandro Spugna
- Vice allenatore: Leonardo Montesano
- Collaboratore: Riccardo Ciocchetti
- Preparatore portieri: Mauro Patrizi
- Medico sociale: Paola Sbriccoli
- Fisioterapista: Andrea Mangino
- Magazziniere: Stefano Corti
- Team manager: Ilaria Inchingolo
- Segretario: Andrea Rubiolo
- Direttore organizzativo: Carlo Stigliano

## Rosa
Rosa e numeri aggiornati al 2 febbraio 2024.
| N. |                      | Ruolo | Calciatrice                       |
| -- | -------------------- | ----- | --------------------------------- |
| 1  | Finlandia (bandiera) | P     | Tinja-Riikka Korpela              |
| 2  | Giappone (bandiera)  | D     | Moeka Minami                      |
| 3  | Italia (bandiera)    | D     | Lucia Di Guglielmo                |
| 6  | Spagna (bandiera)    | D     | Oihane Valdezate                  |
| 7  | Canada (bandiera)    | A     | Evelyne Viens                     |
| 8  | Giappone (bandiera)  | D     | Saki Kumagai                      |
| 9  | Italia (bandiera)    | A     | Valentina Giacinti                |
| 10 | Italia (bandiera)    | C     | Manuela Giugliano (vice capitano) |
| 11 | Norvegia (bandiera)  | A     | Emilie Haavi                      |
| 12 | Romania (bandiera)   | P     | Camelia Ceasar                    |
| 13 | Italia (bandiera)    | D     | Elisa Bartoli (capitano)          |
| 14 | Svizzera (bandiera)  | C     | Eseosa Aigbogun                   |
| 15 | Italia (bandiera)    | A     | Annamaria Serturini               |
| 16 | Italia (bandiera)    | C     | Claudia Ciccotti                  |
| 17 | Svizzera (bandiera)  | A     | Alayah Pilgrim                    |

| N. |                      | Ruolo | Calciatrice               |
| -- | -------------------- | ----- | ------------------------- |
| 18 | Italia (bandiera)    | A     | Benedetta Glionna         |
| 19 | Spagna (bandiera)    | A     | Bárbara Latorre           |
| 20 | Italia (bandiera)    | C     | Giada Greggi              |
| 21 | Italia (bandiera)    | C     | Martina Tomaselli         |
| 22 | Norvegia (bandiera)  | D     | Anja Sønstevold           |
| 23 | Austria (bandiera)   | C     | Laura Feiersinger         |
| 29 | Italia (bandiera)    | D     | Emanuela Testa            |
| 32 | Italia (bandiera)    | D     | Elena Linari              |
| 33 | Slovenia (bandiera)  | C     | Zara Kramžar              |
| 51 | Danimarca (bandiera) | D     | Sanne Troelsgaard Nielsen |
| 56 | Italia (bandiera)    | A     | Giada Pellegrino Cimò     |
| 57 | Italia (bandiera)    | C     | Sofia Testa               |
| 59 | Italia (bandiera)    | A     | Giulia Galli              |
| 87 | Svezia (bandiera)    | P     | Stéphanie Öhrström        |
| 96 | Italia (bandiera)    | A     | Yasmine Zouhir            |

## Calciomercato

### Sessione estiva
| Acquisti | Acquisti             | Acquisti              | Acquisti      |
| R.       | Nome                 | da                    | Modalità      |
| -------- | -------------------- | --------------------- | ------------- |
| P        | Katia Ghioc          | Ternana               | fine prestito |
| P        | Tinja-Riikka Korpela | Tottenham             | definitivo    |
| P        | Valentina Soggiu     | Juventus              | definitivo    |
| D        | Elena Battistini     | Sampdoria             | fine prestito |
| D        | Heden Corrado        | ChievoVerona FM       | fine prestito |
| D        | Martina Di Bari      | Napoli                | fine prestito |
| D        | Saki Kumagai         | Bayern Monaco         | definitivo    |
| D        | Eleonora Pacioni     | Ternana               | fine prestito |
| D        | Tecla Pettenuzzo     | Sampdoria             | fine prestito |
| D        | Oihane Valdezate     | Athletic Bilbao       | definitivo    |
| C        | Eseosa Aigbogun      | Paris FC              | definitivo    |
| C        | Laura Feiersinger    | Eintracht Francoforte | definitivo    |
| C        | Anastasia Ferrara    | Sassuolo              | fine prestito |
| C        | Valentina Gallazzi   | Pomigliano            | fine prestito |
| C        | Cecilia Prugna       | Sampdoria             | fine prestito |
| C        | Emma Severini        | Fiorentina            | fine prestito |
| C        | Martina Tomaselli    | Sassuolo              | definitivo    |
| C        | Chiara Vigliucci     | Ternana               | fine prestito |
| A        | Alice Corelli        | Pomigliano            | fine prestito |
| A        | Bárbara Latorre      | Atlético Madrid       | definitivo    |
| A        | Evelyne Viens        | Kristianstads DFF     | definitivo    |

| Cessioni | Cessioni                 | Cessioni        | Cessioni       |
| R.       | Nome                     | a               | Modalità       |
| -------- | ------------------------ | --------------- | -------------- |
| P        | Emma Lind                |                 | fine contratto |
| P        | Valentina Soggiu         | ChievoVerona FM | prestito       |
| D        | Elena Battistini         | Pomigliano      | prestito       |
| D        | Heden Corrado            | Pomigliano      | prestito       |
| D        | Beata Kollmats           |                 | fine contratto |
| D        | Elin Landström           |                 | fine contratto |
| D        | Tecla Pettenuzzo         | Napoli          | definitivo     |
| D        | Carina Wenninger         | Bayern Monaco   | fine prestito  |
| C        | Norma Cinotti            | Fiorentina      | prestito       |
| C        | Valentina Gallazzi       | Napoli          | prestito       |
| C        | Victoria Losada          |                 | fine contratto |
| C        | Cecilia Prugna           | Sassuolo        | prestito       |
| C        | Mina Schaathun Bergersen | Como            | prestito       |
| C        | Emma Severini            | Fiorentina      | definitivo     |
| A        | Andressa Alves           |                 | fine contratto |
| A        | Alice Corelli            | Napoli          | prestito       |
| A        | Sophie Roman Haug        | Liverpool       | definitivo     |
| A        | Nina Kajzba              | Napoli          | prestito       |
| A        | Maria Grazia Petrara     | Ternana         | prestito       |
| A        | Alva Selerud             | Linköping       | prestito       |

### Sessione invernale
| Acquisti | Acquisti                  | Acquisti | Acquisti   |
| R.       | Nome                      | da       | Modalità   |
| -------- | ------------------------- | -------- | ---------- |
| D        | Anja Sønstevold           | Inter    | definitivo |
| C        | Sanne Troelsgaard Nielsen | Reading  | definitivo |
| A        | Alayah Pilgrim            | Zurigo   | definitivo |

| Cessioni | Cessioni            | Cessioni           | Cessioni   |
| R.       | Nome                | a                  | Modalità   |
| -------- | ------------------- | ------------------ | ---------- |
| A        | Bárbara Latorre     | Levante Las Planas | prestito   |
| A        | Annamaria Serturini | Inter              | definitivo |

## Risultati

### Serie A

#### Prima fase

##### Girone di andata
| Arbitro: | Castellone (Napoli) |

|                          |           |                                               |
| Dompig 50’ Marinelli 61’ | Marcatori | 36’ Linari 39’ Haavi 79’ Greggi 90+3’ Glionna |

| Arbitro: | Totaro (Lecce) |

|                                                   |           |                |
| Kumagai 4’ Giacinti 56’ Tomaselli 88’ Viens 90+3’ | Marcatori | 90’ Martinovic |

| Arbitro: | Di Reda (Molfetta) |

|  |           |                                                           |
|  | Marcatori | 9’, 20’ Feiersinger 44’ Kumagai 64’ Viens 90+3’ Tomaselli |

| Arbitro: | Emmanuele (Pisa) |

|                                   |           |  |
| Greggi 18’ Alborghetti 66’ (aut.) | Marcatori |  |

| Arbitro: | Maccarini (Arezzo) |

|  |           |                                                        |
|  | Marcatori | 45+2’, 90+1’ (rig.) Linari 59’ Viens 62’, 66’ Giacinti |

| Arbitro: | Mirabella (Napoli) |

|            |           |                                   |
| Grosso 60’ | Marcatori | 27’ Giugliano 50’ Haavi 57’ Viens |

| Arbitro: | De Angeli (Milano) |

|                                                                         |           |  |
| Valdezate 19’ Di Guglielmo 26’, 45’ Viens 32’ Giugliano 66’ Kramžar 90’ | Marcatori |  |

| Arbitro: | Renzi (Pesaro) |

|  |           |                           |
|  | Marcatori | 15’ Giugliano 53’ Kumagai |

| Arbitro: | Gasperotti (Rovereto) |

|                        |           |           |
| Greggi 24’ Glionna 60’ | Marcatori | 29’ Longo |

##### Girone di ritorno
| Arbitro: | Giaccaglia (Jesi) |

|                                |           |                    |
| Giugliano 58’ Di Guglielmo 64’ | Marcatori | 24’ (rig.) Asllani |

| Arbitro: | Nigro (Prato) |

|                            |           |                                                |
| Škorvánková 35’ Picchi 56’ | Marcatori | 53’ (rig.), 62’ (rig.) Linari 59’ Di Guglielmo |

| Arbitro: | Tona Mbei (Cuneo) |

|                                     |           |  |
| Viens 12’ Feiersinger 29’ Haavi 52’ | Marcatori |  |

| Arbitro: | Andreano (Prato) |

|                          |           |  |
| Bonfantini 31’ Polli 89’ | Marcatori |  |

| Arbitro: | Ursini (Pescara) |

|                       |           |  |
| Linari 15’ Greggi 67’ | Marcatori |  |

| Arbitro: | Emmanuele (Pisa) |

|                                           |           |              |
| Giugliano 21’ (rig.) Viens 63’ Linari 69’ | Marcatori | 90+2’ Thomas |

| Arbitro: | Zago (Conegliano) |

|  |           |               |
|  | Marcatori | 44’ Giugliano |

| Arbitro: | Virgilio (Trapani) |

|                              |           |  |
| Giacinti 8’ (rig.), 11’, 51’ | Marcatori |  |

| Arbitro: | Vergaro (Bari) |

|  |           |               |
|  | Marcatori | 43’ Giugliano |

#### Poule scudetto

##### Girone di andata
| 16-17 marzo 2024 1ª giornata |  | – Turno di riposo |  |  |

| Arbitro: | Marotta (Sapri) |

|                                        |           |  |
| Giugliano 33’, 50’ (rig.) Giacinti 58’ | Marcatori |  |

| Arbitro: | Zanotti (Rimini) |

|                |           |                                    |
| Bonfantini 60’ | Marcatori | 6’ Kumagai 89’ Troelsgaard Nielsen |

| Arbitro: | Maccarini (Arezzo) |

|                      |           |             |
| Pilgrim 5’ Viens 85’ | Marcatori | 47’ Girelli |

| Bagno a Ripoli 20 aprile 2024, ore 16:15 CEST 5ª giornata | Fiorentina                   | 0 – 0 referto referto 2 | Roma | Stadio Curva Fiesole\| Arbitro: \| Rinaldi (Bassano del Grappa) \| |
| Arbitro:                                                  | Rinaldi (Bassano del Grappa) |                         |      |                                                                    |

##### Girone di ritorno
| 27-28 aprile 2024 6ª giornata |  | – Turno di riposo |  |  |

| Arbitro: | Ramondino (Palermo) |

|                                                               |           |                                                                      |
| Clelland 23’, 75’ Sabatino 60’ Kullashi 75’ Monterubbiano 77’ | Marcatori | 5’, 11’ Giacinti 19’ Giugliano 47’ Glionna 62’ Viens 80’ Feiersinger |

| Arbitro: | Manzo (Torre Annunziata) |

|                                         |           |                                             |
| Viens 15’, 75’ Kumagai 37’ Giacinti 80’ | Marcatori | 31’ (aut.) Linari 35’ Magull 44’ Bonfantini |

| Arbitro: | Ursini (Pescara) |

|                                |           |           |
| Cantore 6’, 62’ Echegini 90+6’ | Marcatori | 49’ Viens |

| Arbitro: | Vogliacco (Roma) |

|                                                                |           |  |
| Minami 36’ Troelsgaard Nielsen 52’ Giacinti 58’, 80’ Viens 84’ | Marcatori |  |

### Coppa Italia
| Arbitro: | Dorillo (Torino) |

|  |           |                                                              |
|  | Marcatori | 27’ Minami 36’, 58’, 90’ Kramžar 40’ Glionna 55’ Feiersinger |

| Arbitro: | Di Cicco (Lanciano) |

|                                      |           |  |
| Chmielinski 36’ (rig.) Kobayashi 80’ | Marcatori |  |

| Arbitro: | Cavaliere (Paola) |

|                                  |           |  |
| Haavi 14’ Linari 33’ Kramžar 84’ | Marcatori |  |

| Arbitro: | Mirabella (Napoli) |

|  |           |                         |
|  | Marcatori | 83’ Haavi 90+1’ Pilgrim |

| Arbitro: | Madonia (Palermo) |

|                                                                       |           |                      |
| Haavi 8’ Di Guglielmo 31’ Giugliano 65’ Viens 90+2’ Feiersinger 90+4’ | Marcatori | 80’ Ijeh 85’ Laurent |

| Arbitro: | Marotta (Sapri) |

|                                                   |                      |                                      |
| Giacinti 20’ Minami 76’ Viens 90’                 | Marcatori            | 11’ Hammarlund 48’, 72’ Janogy       |
| Giugliano Linari Sønstevold Valdezate Troelsgaard | Tiri di rigore 4 – 3 | Agard Cinotti Boquete Longo Severini |

### Women's Champions League

#### Qualificazioni
| Arbitro: | Grundbacher |

|                                      |           |  |
| Viens 15’ Giugliano 57’ Giacinti 64’ | Marcatori |  |

| Arbitro: | Rivera Olmedo |

|             |           |                                                                          |
| Kozlova 50’ | Marcatori | 35’ Viens 56’ Latorre 58’, 68’ Di Guglielmo 83’ (aut.), 88’ (aut.) Kotyk |

#### Fase a gironi
| Arbitro: | Welch |

|                                     |           |                           |
| Damnjanović 20’ Linari 45+4’ (aut.) | Marcatori | 58’ Viens 90+1’ Giugliano |

| Arbitro: | Augustyn |

|                                |           |  |
| Giacinti 5’, 14’ Giugliano 47’ | Marcatori |  |

| Arbitro: | Demetrescu |

|                              |           |              |
| Geyoro 45’ (rig.) Katoto 46’ | Marcatori | 58’ Giacinti |

| Arbitro: | Martinčić |

|               |           |                                    |
| Giugliano 88’ | Marcatori | 26’ Chawinga 67’ Katoto 78’ Albert |

| Arbitro: | Klarlund |

|                              |           |                     |
| Giacinti 33’ Giugliano 90+3’ | Marcatori | 87’, 90+6’ Schüller |

| Arbitro: | Huerta de Aza |

|                                    |           |             |
| T. Hoekstra 45’ Kramžar 84’ (aut.) | Marcatori | 32’ Bartoli |

### Supercoppa italiana
| Arbitro: | Gasperotti (Rovereto) |

|             |           |                              |
| Kumagai 28’ | Marcatori | 12’ (aut.) Viens 53’ Garbino |

## Statistiche

### Statistiche di squadra
| Competizione             | Punti | In casa | In casa | In casa | In casa | In casa | In casa | In trasferta | In trasferta | In trasferta | In trasferta | In trasferta | In trasferta | Totale | Totale | Totale | Totale | Totale | Totale | DR  |
| Competizione             | Punti | G       | V       | N       | P       | Gf      | Gs      | G            | V            | N            | P            | Gf           | Gs           | G      | V      | N      | P      | Gf     | Gs     | DR  |
| ------------------------ | ----- | ------- | ------- | ------- | ------- | ------- | ------- | ------------ | ------------ | ------------ | ------------ | ------------ | ------------ | ------ | ------ | ------ | ------ | ------ | ------ | --- |
| Serie A                  | 70    | 13      | 13      | 0       | 0       | 41      | 8       | 13           | 10           | 1            | 2            | 33           | 16           | 26     | 23     | 1      | 2      | 74     | 24     | +50 |
| Coppa Italia             | -     | 2       | 2       | 0       | 0       | 8       | 2       | 3            | 2            | 0            | 1            | 8            | 2            | 6      | 4      | 1      | 1      | 19     | 7      | +12 |
| Women's Champions League | -     | 4       | 2       | 1       | 1       | 9       | 5       | 4            | 1            | 1            | 2            | 10           | 7            | 8      | 3      | 2      | 3      | 19     | 12     | +7  |
| Supercoppa italiana      | -     | 0       | 0       | 0       | 0       | 0       | 0       | 0            | 0            | 0            | 0            | 0            | 0            | 1      | 0      | 0      | 1      | 1      | 2      | -1  |
| Totale                   | -     | 19      | 17      | 1       | 1       | 58      | 15      | 20           | 13           | 2            | 5            | 51           | 25           | 41     | 30     | 4      | 7      | 113    | 45     | +68 |

### Andamento in campionato
| Giornata  | 1 | 2 | 3 | 4 | 5 | 6 | 7 | 8 | 9 | 10 | 11 | 12 | 13 | 14 | 15 | 16 | 17 | 18 | 19 | 20 | 21 | 22 | 23 | 24 | 25 | 26 | 27 | 28 |
| --------- | - | - | - | - | - | - | - | - | - | -- | -- | -- | -- | -- | -- | -- | -- | -- | -- | -- | -- | -- | -- | -- | -- | -- | -- | -- |
| Luogo     | T | C | T | C | T | T | C | T | C | C  | T  | C  | T  | C  | C  | T  | C  | T  | R  | C  | T  | C  | T  | R  | T  | C  | T  | C  |
| Risultato | V | V | V | V | V | V | V | V | V | V  | V  | V  | P  | V  | V  | V  | V  | V  | -  | V  | V  | V  | N  | -  | V  | V  | P  | V  |
| Posizione | 1 | 1 | 1 | 1 | 1 | 1 | 1 | 1 | 1 | 1  | 1  | 1  | 1  | 1  | 1  | 1  | 1  | 1  | 1  | 1  | 1  | 1  | 1  | 1  | 1  | 1  | 1  | 1  |

Legenda:

Luogo: C = Casa; T = Trasferta. Risultato: V = Vittoria; N = Pareggio; P = Sconfitta.

### Statistiche delle giocatrici
| Giocatore          | Serie A  | Serie A | Serie A     | Serie A    | Coppa Italia | Coppa Italia | Coppa Italia | Coppa Italia | Supercoppa italiana | Supercoppa italiana | Supercoppa italiana | Supercoppa italiana | UEFA Champions League | UEFA Champions League | UEFA Champions League | UEFA Champions League | Totale   | Totale | Totale      | Totale     |
| Giocatore          | Presenze | Reti    | Ammonizioni | Espulsioni | Presenze     | Reti         | Ammonizioni  | Espulsioni   | Presenze            | Reti                | Ammonizioni         | Espulsioni          | Presenze              | Reti                  | Ammonizioni           | Espulsioni            | Presenze | Reti   | Ammonizioni | Espulsioni |
| ------------------ | -------- | ------- | ----------- | ---------- | ------------ | ------------ | ------------ | ------------ | ------------------- | ------------------- | ------------------- | ------------------- | --------------------- | --------------------- | --------------------- | --------------------- | -------- | ------ | ----------- | ---------- |
| E. Aigbogun        | 10       | 0       | 2           | 0          | 1            | 0            | 0            | 0            | 1                   | 0                   | 0                   | 0                   | 4                     | 0                     | 0                     | 0                     | 16       | 0      | 2           | 0          |
| E. Bartoli         | 16       | 0       | 1           | 1          | 5            | 0            | 0            | 0            | 1                   | 0                   | 0                   | 0                   | 5                     | 1                     | 0                     | 0                     | 27       | 1      | 1           | 1          |
| C. Ceasar          | 19       | -21     | 1           | 0          | 2            | 3            | 0            | 0            | 1                   | -2                  | 0                   | 0                   | 7                     | -11                   | 0                     | 0                     | 29       | -31    | 1           | 0          |
| C. Ciccotti        | 6        | 0       | 0           | 0          | 2            | 0            | 0            | 0            | 0                   | 0                   | 0                   | 0                   | 1                     | 0                     | 0                     | 0                     | 9        | 0      | 0           | 0          |
| L. Di Guglielmo    | 19       | 4       | 3           | 0          | 3            | 1            | 1            | 0            | 1                   | 0                   | 0                   | 0                   | 8                     | 2                     | 2                     | 0                     | 31       | 7      | 6           | 0          |
| L. Feiersinger     | 23       | 4       | 0           | 0          | 6            | 2            | 0            | 0            | 0                   | 0                   | 0                   | 0                   | 8                     | 0                     | 0                     | 0                     | 37       | 6      | 0           | 0          |
| G. Galli           | 1        | 0       | 0           | 0          | -            | -            | -            | -            | -                   | -                   | -                   | -                   | -                     | -                     | -                     | -                     | 1        | 0      | 0           | 0          |
| V. Giacinti        | 26       | 12      | 3           | 0          | 5            | 1            | 0            | 0            | 1                   | 0                   | 0                   | 0                   | 8                     | 5                     | 2                     | 0                     | 40       | 18     | 5           | 0          |
| M. Giugliano       | 25       | 10      | 2           | 0          | 5            | 1            | 0            | 0            | 1                   | 0                   | 0                   | 0                   | 8                     | 5                     | 1                     | 0                     | 39       | 16     | 3           | 0          |
| B. Glionna         | 18       | 3       | 0           | 0          | 5            | 1            | 0            | 0            | 1                   | 0                   | 0                   | 0                   | 6                     | 0                     | 0                     | 0                     | 30       | 4      | 0           | 0          |
| G. Greggi          | 24       | 4       | 1           | 0          | 5            | 0            | 0            | 0            | 1                   | 0                   | 0                   | 0                   | 7                     | 0                     | 1                     | 0                     | 37       | 4      | 2           | 0          |
| E. Haavi           | 25       | 3       | 0           | 0          | 5            | 3            | 0            | 0            | 1                   | 0                   | 0                   | 0                   | 6                     | 0                     | 0                     | 0                     | 37       | 6      | 0           | 0          |
| T-R. Korpela       | 7        | -3      | 0           | 0          | 4            | -4           | 0            | 0            | 0                   | 0                   | 0                   | 0                   | 1                     | -1                    | 0                     | 0                     | 12       | -8     | 0           | 0          |
| Z. Kramžar         | 7        | 1       | 0           | 0          | 3            | 4            | 0            | 0            | -                   | -                   | -                   | -                   | 3                     | 0                     | 0                     | 0                     | 13       | 5      | 0           | 0          |
| S. Kumagai         | 25       | 5       | 2           | 0          | 5            | 0            | 1            | 0            | 1                   | 1                   | 0                   | 0                   | 8                     | 0                     | 1                     | 0                     | 39       | 6      | 4           | 0          |
| B. Latorre         | 8        | 0       | 0           | 0          | 1            | 0            | 0            | 0            | 0                   | 0                   | 0                   | 0                   | 2                     | 1                     | 1                     | 0                     | 11       | 1      | 1           | 0          |
| E. Linari          | 22       | 7       | 2           | 0          | 4            | 1            | 2            | 0            | 1                   | 0                   | 0                   | 0                   | 8                     | 0                     | 0                     | 0                     | 35       | 8      | 4           | 0          |
| M. Minami          | 24       | 1       | 3           | 0          | 5            | 2            | 0            | 0            | 1                   | 0                   | 0                   | 0                   | 7                     | 0                     | 1                     | 0                     | 37       | 3      | 4           | 0          |
| S. Öhrström        | 1        | 0       | 0           | 0          | 0            | 0            | 0            | 0            | -                   | -                   | -                   | -                   | 0                     | 0                     | 0                     | 0                     | 1        | 0      | 0           | 0          |
| G. Pellegrino Cimò | 3        | 0       | 0           | 0          | 3            | 0            | 0            | 0            | -                   | -                   | -                   | -                   | 1                     | 0                     | 0                     | 0                     | 7        | 0      | 0           | 0          |
| A. Pilgrim         | 10       | 1       | 0           | 0          | 4            | 1            | 0            | 0            | -                   | -                   | -                   | -                   | -                     | -                     | -                     | -                     | 14       | 2      | 0           | 0          |
| A. Serturini       | 8        | 0       | 1           | 0          | 1            | 0            | 0            | 0            | 1                   | 0                   | 0                   | 0                   | 5                     | 0                     | 0                     | 0                     | 15       | 0      | 1           | 0          |
| A. Sønstevold      | 13       | 0       | 0           | 0          | 5            | 0            | 0            | 0            | -                   | -                   | -                   | -                   | -                     | -                     | -                     | -                     | 18       | 0      | 0           | 0          |
| E. Testa           | -        | -       | -           | -          | 1            | 0            | 0            | 0            | -                   | -                   | -                   | -                   | 0                     | 0                     | 0                     | 0                     | 1        | 0      | 0           | 0          |
| S. Testa           | 0        | 0       | 0           | 0          | 1            | 0            | 0            | 0            | -                   | -                   | -                   | -                   | 0                     | 0                     | 0                     | 0                     | 1        | 0      | 0           | 0          |
| M. Tomaselli       | 13       | 2       | 0           | 0          | 2            | 0            | 0            | 0            | 0                   | 0                   | 0                   | 0                   | 1                     | 0                     | 0                     | 0                     | 16       | 2      | 0           | 0          |
| S. Troelsgaard     | 12       | 2       | 1           | 0          | 3            | 0            | 2            | 0            | -                   | -                   | -                   | -                   | -                     | -                     | -                     | -                     | 15       | 2      | 3           | 0          |
| O. Valdezate       | 11       | 1       | 1           | 0          | 5            | 0            | 0            | 0            | 1                   | 0                   | 0                   | 0                   | 1                     | 0                     | 0                     | 0                     | 18       | 1      | 1           | 0          |
| E. Viens           | 24       | 13      | 2           | 0          | 4            | 2            | 0            | 0            | 1                   | 0                   | 0                   | 0                   | 8                     | 3                     | 2                     | 0                     | 37       | 18     | 4           | 0          |
| Y. Zouhir          | 0        | 0       | 0           | 0          | 1            | 0            | 0            | 0            | -                   | -                   | -                   | -                   | -                     | -                     | -                     | -                     | 1        | 0      | 0           | 0          |